# Даниеле, Франческо (историк)
Франческо Даниеле (1740—1812) — итальянский историк и антиквар.

## Биография
Был неаполитанским королевским историографом, оказал большие услуги при обнародовании первых открытий в Геркулануме и Помпее. Почётный член СПбАН c 19.05.1788.

## Избранные труды
- «Le Forche Caudine illustrate» (Казерта 1778)
- «I Regali Sepolcri del duomo di Palermo riconosciati et illustrati» (Неаполь, 1802)
- «Monete antiche di Capua» (Неаполь, 1802)
- «Cronologia della famiglia Carracciolo di Francesco de Pietri» (Неаполь, 1805)

Опубликовал также сочинения Антонио Телезио.